# جانگ مین-هی
جانگ مین-هی (انگلیسی: Jang Min-hee؛ زادهٔ ۵ آوریل ۱۹۹۹) کماندار اهل کره جنوبی است.
وی در مسابقات کشوری و بین‌المللی در مجموع برندهٔ ۱ مدال طلا شده‌است.